# Vila Rabelo
Vila Rabelo é um bairro da Zona Nordeste de São Paulo, situado no distrito de Santana. É administrado pela Subprefeitura de Santana.